# Top 14 2010-11
La fase regular de la temporada 2010-2011 del Top 14 comenzó el 13 de agosto de 2010, se alargará a lo largo de 26 jornadas hasta abril del 2011, y en mayo dará paso a los playoffs por el título. Los 6 mejores equipos de la temporada regular se clasificarán para estos playoffs, que se disputarán en 3 rondas (ronda previa, semifinales y final). La final se jugará el 4 de junio en París, en el Stade de France.
Clermont tendrá que defender este año el título obtenido en la pasada temporada, mientras que Agen y La Rochelle son los equipos que debutan este año al haber logrado el ascenso. Albi, que acabó último el año pasado, ha descendido, pero Bayonne volverá a competir de nuevo en la máxima competición del rugby francés pese a haber finalizado la pasada campaña segundo por la cola, debido a que Montauban fue descendido por motivos económicos.

## Equipos
| Equipo         | Estadio                         | Capacidad | Ciudad           |
| -------------- | ------------------------------- | --------- | ---------------- |
| Agen           | Stade Armandie                  | 14.000    | Agen             |
| Bayonne        | Stade Jean-Dauger               | 16.934    | Bayonne          |
| Biarritz       | Parc des Sports Aguiléra        | 15.000    | Biarritz         |
| Bourgoin       | Stade Pierre-Rajon              | 9.441     | Bourgoin-Jallieu |
| Brive          | Stade Amédée-Domenech           | 15.000    | Brive            |
| Castres        | Stade Pierre-Antoine            | 11.500    | Castres          |
| Clermont       | Parc des Sports Marcel-Michelin | 16.334    | Clermont-Ferrand |
| Montpellier    | Stade Yves-du-Manoir            | 15.000    | Montpellier      |
| Perpignan      | Stade Aimé-Giral                | 16.593    | Perpiñán         |
| Racing Metro   | Stade Olympique de Colombes     | 14.000    | Colombes, París  |
| La Rochelle    | Stade Marcel-Deflandre          | 11.500    | La Rochelle      |
| Stade Français | Stade Charléty                  | 20.000    | París            |
| Toulon         | Stade Mayol                     | 13.700    | Toulon           |
| Toulouse       | Stade Ernest-Wallon             | 19.500    | Toulouse         |